# Недзвецький Микола Дмитрович
Микола Дмитрович Недзвецький (Псевдо: Богун, Хрін; 6 грудня 1911, хутір Подоляни, тепер у складі с. Угорськ, Шумська міська громада, Тернопільська область — 8 травня 1945, м. Фельдбах, Австрія) — політв'язень польських тюрем, один із організаторів і командирів військових відділів ОУН(м) на Кременеччині.

## Життєпис
Микола Недзвецький (інші варіанти прізвища: Нєдзведський, Медвецький, Недвезький) народився 6 грудня 1911 року на хуторі Подоляни, який тепер входить до складу села Угорськ (Шумська міська громада, Тернопільська область).
Закінчив Кременецьку українську гімназію. З 1927 року учасник Пласту (курінь ім. Байди-Вишневецького) , а з 1931-го член юнацтва ОУН. 
У 1933 році заарештований польською поліцією та засуджений за націоналістичну діяльність до 2,5 років ув'язнення. 
З осені 1939 року працював в газеті «Краківські вісті», а згодом виїхав до Берліна та став членом Українського національного об'єднання.
З 27 липня 1941 командир відділення Української допоміжної поліції (УДП) в місті Кременець, а з З січня 1942 начальник Кременецького повітовового відділення УДП. 
22 березня 1943 року зі зброєю та підлеглими перейшов у підпілля. Сформував і очолив сотню ОУН(м) на Кременеччині, яка провела 12 боїв, в т.ч. 10 проти німців, 1 проти польської самооборони і 1 проти червоних партизан.  
7 липня 1943 року курінь УПА Петра Олійника-«Енея» оточив сотню та розброїв. Бійці приєдналися до УПА або розійшлися. Недзвецького призначили господарчим ВО-2 «Богун». Згодом покинув УПА та вступив до УЛС (Український легіон самооборони), де отримав звання хорунжого у 1944. Потім разом із бійцями легіону приєднався до запасного куреня Української Національної Армії. 
Загинув 8 травня 1945 року у бою з підрозділами Радянської армії біля м. Фельдбах (Австрія).